# Ferdinand Buisson
Ferdinand Édouard Buisson (ur. 20 grudnia 1841 w Paryżu, zm. 16 lutego 1932 tamże) – francuski pedagog i polityk, laureat pokojowej Nagrody Nobla.

## Życiorys
Uczęszczał do szkoły w Saint-Étienne, po jej ukończeniu (pomimo przerwy spowodowanej śmiercią ojca) studiował filozofię na Sorbonie. W latach (1866–1868) pracował będąc profesorem w Lozannie. Po ukończeniu studiów, w 1866 odmówił złożenia przysięgi posłuszeństwa cesarzowi Neapoleonowi III, opuścił Francję i wyjechał do Neuchâtel w Szwajcarii, gdzie wykładał w Académie de Neuchâtel.
Powrócił do kraju w 1870, po detronizacji cesarza i powstaniu III Republiki. Minister edukacji Jules Simon powierzył mu obowiązki inspektora ds. edukacji w szkołach podstawowych. Buisson prowadził kampanię o laicyzację szkół i otwarcie krytykował kościół, co doprowadziło do rezygnacji z zajmowanego stanowiska. W 1879 Jules Ferry podjął reformę szkolnictwa i ponownie zatrudnił Buissona, który był orędownikiem wprowadzenia bezpłatnego i obowiązkowego nauczania. Obowiązki dyrektora pełnił do 1896 roku.
W 1878 wydał pierwszy tom czterotomowej Encyklopedii Edukacji (Dictionnaire de pédagogie et d'instruction primaire, 1882–1884). W latach 1896–1902 był profesorem edukacji na Sorbonie.
W 1898 był jednym z założycieli Ligi Praw Człowieka (Ligue des droits de l'homme), powołanej początkowo do obrony Alfreda Dreyfusa ze względu na aferę Dreyfusa. Był przewodniczącym Ligi w latach 1914–1926.
W latach 1902–1914 oraz 1919–1924 był deputowanym do parlamentu. W liście otwartym opublikowanym 23 maja 1919 krytykował traktat wersalski, ale w innych publikacjach i przemówieniach podkreślał znaczenie Ligi Narodów jako narzędzia działającego na rzecz pokoju światowego.
W 1927 otrzymał, wraz z Niemcem Ludwigiem Quidde, pokojową Nagrodę Nobla.